# Objet du champ
 (mars 2024).
Si vous disposez d'ouvrages ou d'articles de référence ou si vous connaissez des sites web de qualité traitant du thème abordé ici, merci de compléter l'article en donnant les références utiles à sa vérifiabilité et en les liant à la section « Notes et références ».
Un objet du champ est un objet céleste qui n'appartient à aucun groupe ou amas, en particulier aucun amas stellaire ou association stellaire.
On parle ainsi souvent d'étoile du champ ou de naine brune du champ par exemple. Ces objets peuvent par construction se trouver n'importe où et, lors de l'étude d'un objet particulier, les objets du champ peuvent contaminer l'observation, ou si on observe un groupe d'objets (amas etc.), cet "intrus" peut fausser le résultat et doit donc être exclu ; ils doivent donc être identifiés.
On parle aussi de galaxie du champ pour toute galaxie qui n'appartient pas à un amas de galaxies et est donc gravitationnellement isolée.